# Włodzimierz Szwendrowski
Włodzimierz Szwendrowski (ur. 5 czerwca 1931 w Lublinie, zm. 9 marca 2013 tamże) – polski żużlowiec.

## Życiorys
Wychowanek Ogniwa Lublin (1947–1950). Następnie zawodnik Ogniwa Bytom (1951), Tramwajarza Łódź (1952–1956, 1961–1962).
Dwukrotny indywidualny mistrz Polski z lat 1951 i 1955. Zdobywca Srebrnego Kasku w 1962 roku. Pięciokrotny uczestnik finałów IMP, wielokrotny reprezentant kraju. Zwycięzca Criterium Asów (Bydgoszcz, 1955), zdobywca II m. (1955) i III m. (1954) w Memoriałach Alfreda Smoczyka, rozgrywanych w Lesznie. Uczestnik finału europejskiego Indywidualnych Mistrzostw Świata (Oslo, 1956 – XIII m.).
We wrześniu 1958 skazany na dwa lata więzienia za śmiertelne potrącenie samochodem przechodnia w Łodzi.